# Pristimantis colodactylus
Pristimantis colodactylus es una especie de anfibio anuro de la familia Craugastoridae.

## Distribución
Esta especie habita entre los 2195 y 3140 m de altitud:
- en Ecuador en las provincias de Zamora-Chinchipe y Morona-Santiago;
- en Perú en las regiones de Piura y Cajamarca.[4]

## Descripción
Los machos miden de 17,4 a 24,0 mm y las hembras de 24,9 a 29,2 mm.

## Publicación original
- Lynch, 1979 : Leptodactylid frogs of the genus Eleutherodactylus from the Andes of southern Ecuador. Miscellaneous Publication, Museum of Natural History, University of Kansas, vol. 66, p. 1-62[5]